# 233. Infanterie-Division (Deutsches Kaiserreich)
Die 233. Infanterie-Division war ein Großverband der Preußischen Armee im Ersten Weltkrieg.

## Geschichte
Die Division wurde am 16. Januar 1917 zusammengestellt und im Verlauf des Ersten Weltkriegs ausschließlich an der Westfront eingesetzt. Nach schweren Verlusten wurde der Großverband dort am 6. September 1918 aufgelöst.

### Gefechtskalender

#### 1917
- 17. Februar bis 7. April – Reserve der OHL in Belgien
- 08. April bis 16. Mai – Kämpfe vor der Siegfriedfront
- 17. bis 26. Mai – Stellungskämpfe an der Yser
- 27. Mai bis 29. Juli – Schlacht in Flandern
- 30. Juli bis 30. September – Kämpfe in der Siegfriedstellung
- 01. bis 14. Oktober – Schlacht in Flandern
- ab 17. Oktober – Stellungskämpfe in Lothringen

#### 1918
- bis 9. Januar – Stellungskämpfe in Lothringen
- 10. Januar bis 6. April – Stellungskämpfe in Lothringen und in den Vogesen
- 09. bis 15. April – Stellungskämpfe in Lothringen
- 15. bis 29. April – Schlacht um den Kemmel
  - 15. April bis 13. Mai – Stellungskrieg in Flandern
  - 15. bis 29. April – Kämpfe im Wytschaete-Bogen
- 15. Mai bis 7. August – Kämpfe an der Ancre, Somme und Avre
- 08. bis 20. August – Abwehrschlacht zwischen Somme und Avre
- 22. August bis 2. September – Schlacht Albert-Péronne
- 06. September – Auflösung der Division

### Kriegsgliederung vom 15. März 1918
- 243. Infanterie-Brigade
  - Infanterie-Regiment Nr. 448
  - Infanterie-Regiment Nr. 449
  - Infanterie-Regiment Nr. 450
  - 3. Eskadron/Dragoner-Regiment „König Karl I. von Rumänien“ (1. Hannoversches) Nr. 9
- Artillerie-Kommandeur Nr. 233
  - Thorner Feldartillerie-Regiment Nr. 81
- Pionier-Bataillon Nr. 233
- Divisions-Nachrichten-Kommandeur Nr. 233

## Kommandeure
| Dienstgrad   | Name                           | Datum                           |
| ------------ | ------------------------------ | ------------------------------- |
| Generalmajor | Emmo von Dewitz                | 16. Januar 1917 bis August 1918 |
| Generalmajor | Friedrich Wilhelm von Lüttwitz | August bis 6. September 1918    |